# Justin O’Neill
Pour les articles homonymes, voir O'Neill.

a Compétitions nationales et continentales officielles uniquement.

b Matchs officiels uniquement.
Justin O'Neill, né le 4 avril 1991 à Townsville (Australie), est un joueur de rugby à XIII australien évoluant au poste d'ailier, de centre ou d'arrière. Il fait ses débuts en National Rugby League (« NRL ») avec le Storm du Melbourne lors de la saison 2010, franchise avec laquelle il remporte le World Club Challenge et la NRL, il rejoint en 2015 les Cowboys du North Queensland où également il remporte le World Club Challenge et la NRL.
Il a également revêtu le maillot de la sélection du Queensland remportant le State of Origin en 2016 et a été appelé en sélection d'Australie avec laquelle il participe au Tournoi des Quatre Nations 2016.

## Palmarès
- Collectif :
  - Vainqueur du Tournoi des Quatre Nations : 2016 (Australie).
  - Vainqueur du World Club Challenge : 2013 (Storm du Melbourne) et 2016 (Cowboys du North Queensland).
  - Vainqueur du State of Origin : 2016 (Queensland).
  - Vainqueur de la National Rugby League : 2012 (Storm du Melbourne) et 2015 (Cowboys du North Queensland).
  - Finaliste de la National Rugby League : 2017 (Cowboys du North Queensland).

### En club

#### Statistiques
| Saison | Club                     | Compétition           | Matchs | Points | Essais | Goals | Drops |
| ------ | ------------------------ | --------------------- | ------ | ------ | ------ | ----- | ----- |
| 2010   | Melbourne Storm          | National Rugby League | 9      | 9      | 36     | 0     | 0     |
| 2011   | Melbourne Storm          | National Rugby League | 12     | 20     | 5      | 0     | 0     |
| 2012   | Melbourne Storm          | National Rugby League | 21     | 44     | 11     | 0     | 0     |
| 2013   | Melbourne Storm          | National Rugby League | 21     | 36     | 9      | 0     | 0     |
| 2014   | Melbourne Storm          | National Rugby League | 4      | 0      | 0      | 0     | 0     |
| 2015   | North Queensland Cowboys | National Rugby League | 26     | 52     | 13     | 0     | 0     |
| 2016   | North Queensland Cowboys | National Rugby League | 25     | 52     | 13     | 0     | 0     |
| 2017   | North Queensland Cowboys | National Rugby League | 17     | 4      | 1      | 0     | 0     |
| Total  | Total                    | Total                 | 135    | 244    | 61     | 0     | 0     |